# جيك بيلي
جيك بيلي (بالإنجليزية: Jake Bailey)‏ هو فنان ماكياج ومصور أمريكي، ولد في 16 مارس 1978 في سولت ليك في الولايات المتحدة، وتوفي في 23 أكتوبر 2015 في لوس أنجلوس في الولايات المتحدة.

## وصلات خارجية
- جيك بيلي على موقع IMDb (الإنجليزية)